# Гертруда Супплинбургская
Гертруда Супплинбургская (нем. Gertrud (Gertraud) von Süpplingenburg; 18 апреля 1115 — 18 апреля 1143) — герцогиня Саксонии и Баварии, маркграфиня Австрии и Тосканы. Единственная дочь (и ребёнок) в семье императора правящей Супплинбургской династии Священной Римской империи Лотаря II и Рихензы Нортхеймской.

## Биография
29 мая 1127 года Гертруда вышла замуж за Генриха Гордого, который происходил из династии Вельфов, с 1126 года уже бывшего герцогом Баварии. У супругов родился мальчик, который позже стал герцогом Саксонии и получил имя Генриха Льва. В 1168 году Генрих Лев женился на Матильде, дочери английского короля Генриха II и Алиеноры Аквитанской.
В 1137 году супруги получили титулы герцогов Саксонии. После смерти Генриха в 1139 году Гертруда 1 мая 1142 года вышла замуж во второй раз за Генриха II, маркграфа Австрии (умер в 1177 году), из династии Бабенбергов. Гертруда Суплинбургская умерла в 28 лет в свой же день рождения в 1143 году, через год после рождения их дочери, и была похоронена в монастыре Клостернебурга.
В XIII веке её останки были перенесены в монастырь Хайлигенкройц.

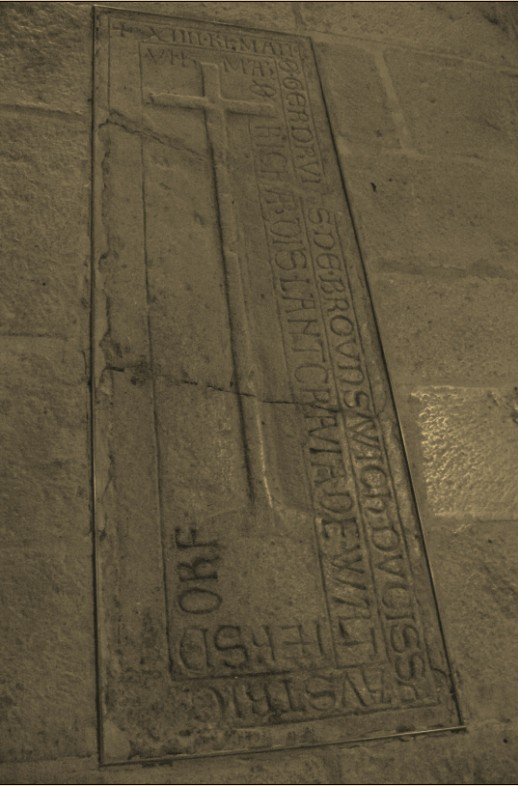
Надгробие Гертруды Супплинбургской в Хайлигенкройце
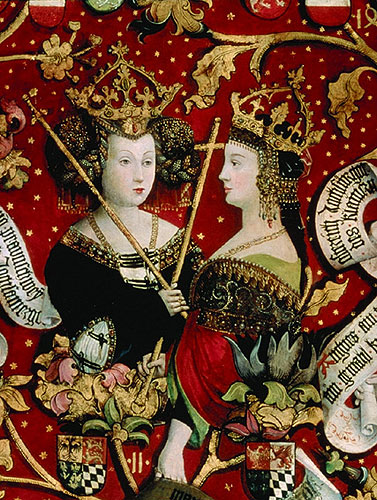
Гертруда Супплинбургская и Феодора Комнина